# عملیات تار عنکبوت
عملیات تار عنکبوت، یک حمله پهپادی بود که توسط سرویس امنیتی اوکراین (SBU) در عمق خاک روسیه در ۱ ژوئن ۲۰۲۵ در جریان جنگ روسیه و اوکراین اجرا شد. این حملات هماهنگ، ناوگان هوانوردی دوربرد نیروی هوایی روسیه در پنج پایگاه هوایی بلایا، دیاگیلو، ایوانوو سورنی، اولنیا و اوکراینکا را با استفاده از پهپادهایی که در کامیون‌هایی در داخل خاک روسیه پنهان و از آن‌ها پرتاب شده بودند، هدف قرار دادند.
به گفتهٔ مقامات اوکراینی، این بزرگ‌ترین حملهٔ پهپادی به پایگاه‌های هوایی روسیه در این جنگ بوده که با استفاده از ۱۱۷ پهپاد انجام شد و به بیش از ۴۰ هواپیما آسیب رساند. روسیه وقوع این حمله را تأیید کرد. این حمله به دلیل نفوذ جغرافیایی بی‌سابقه در پنج استان در پنج منطقه زمانی، مورد توجه قرار گرفت؛ به‌ویژه در مورد پایگاه هوایی بلایا در شرق سیبری با فاصلهٔ ۴٬۳۰۰ کیلومتر (۲٬۷۰۰ مایل) با اوکراین که وقوع خسارت در آن تأیید شد. اوکراینی‌ها این عملیات را با دیگر موفقیت‌های نظامی‌شان از زمان آغاز تهاجم روسیه به اوکراین مقایسه می‌کنند؛ از جمله غرق کردن ماسکوا، ناو اصلی ناوگان دریای سیاه روسیه و بمب‌گذاری روی پل کرچ، هر دو در سال ۲۰۲۲ و نیز حملهٔ موشکی به بندر سواستوپول در سال ۲۰۲۳ و آن را درخشان‌ترین و موفق‌ترین عملیات نظامی از آغاز جنگ بین روسیه و اوکراین می‌دانند.

## آماده‌سازی

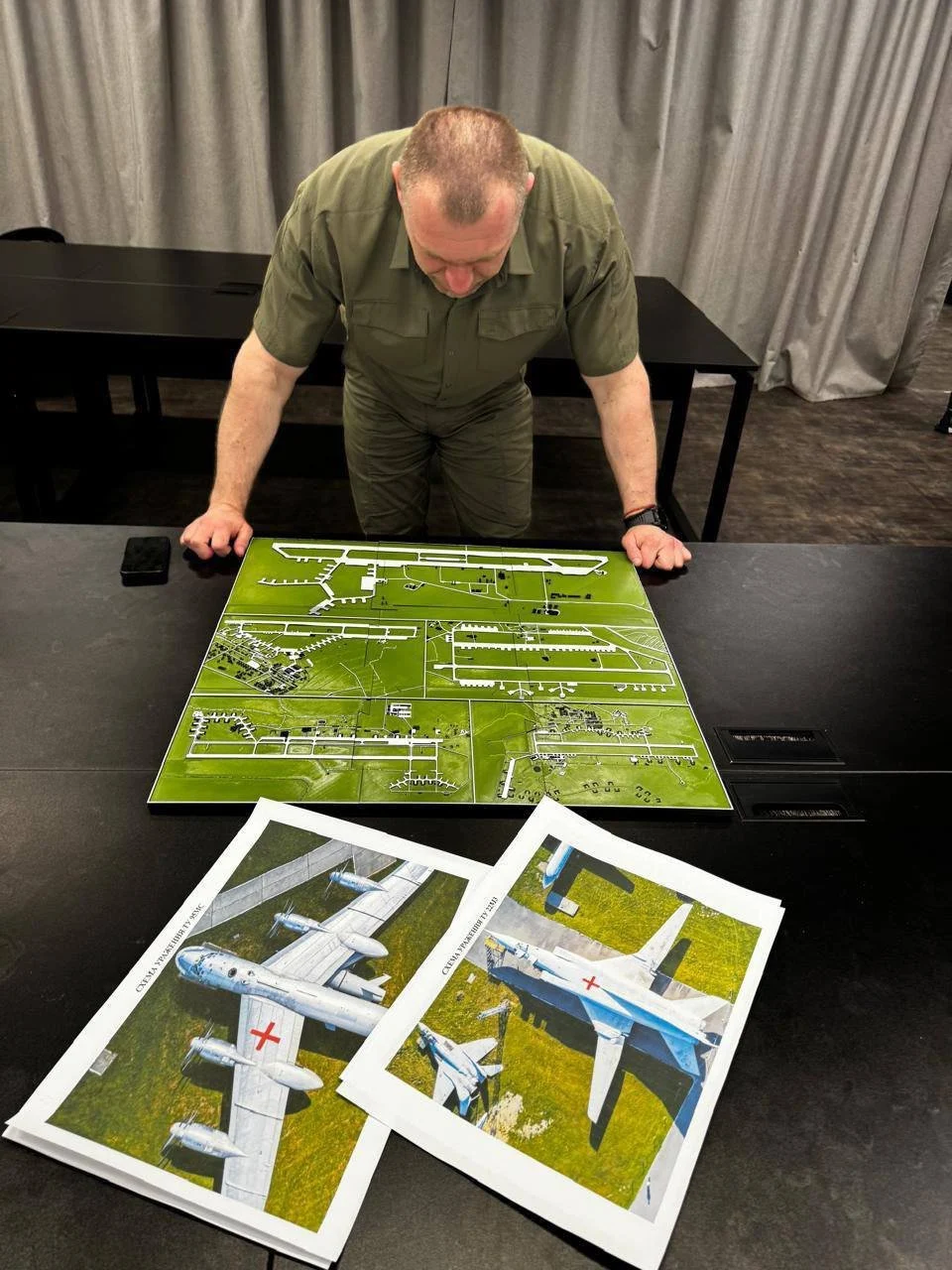
واسیل مالیوک، رئیس SBU، در حال تجزیه و تحلیل تصاویر ماهواره‌ای از فرودگاه‌های نظامی روسیه (در جهت عقربه‌های ساعت: اولنیا، ایوانوو سورنی، اوکراینکا، بلایا و دیاگیلوو) و عکس‌های بمب‌افکن‌های استراتژیک Tu-95MS (چپ) و Tu-22M3 (راست)

به گفتهٔ منابع اوکراینی، این عملیات «بسیار پیچیده» یک سال و نیم زمان برده تا برای اجرا آماده شود و شخصاً توسط ولودیمیر زلنسکی نظارت می‌شد. پهپادها به روسیه منتقل شدند، به کانتینرهای چوبی پرتاب منتقل و سپس کانتینرها روی کامیون‌ها سوار شدند. در آغاز حمله، سقف این کانتینرها از راه دور باز شد و پهپادها به سمت اهدافشان به پرواز درآمدند. منابع اوکراینی ادعا کردند که مأمورانی که عملیات را در خاک روسیه آماده کرده بودند، قبل از شروع حملات از خاک روسیه به خارج منتقل شده بودند. سرویس امنیتی اوکراین (SBU) تصاویری از داخل یک انبار منتشر کرد که بعداً مشخص شد در چلیابینسک، حدود ۱۵۰ کیلومتری شمال مرز روسیه و قزاقستان قرار داشته است. در این انبار، پهپادها زیر سقف‌های فلزی کابین‌های چوبی متحرک پنهان شده بودند. از آنجا، کابین‌های چوبی بر روی کامیون‌هایی بارگیری شده و رانندگانی روسی که از موضوع بی‌خبر بودند، برای هدایت کامیون‌ها به سمت مقصد هدف در سرتاسر روسیه استخدام می‌شدند. هنگامی که کامیون‌ها به مقصد نزدیک می‌شدند، هر راننده یک تماس تلفنی دریافت می‌کرد که به او می‌گفت کجا باید توقف کند. در یک مورد، پهپادها به محض توقف کامیون پرواز کردند و در مورد دیگر، در حالی که کامیون هنوز در حال حرکت بود، پهپادهای به پرواز درآمدند. رویترز یک ایستگاه کامیون را در امتداد بزرگراه P-255 در ۷ کیلومتری پایگاه هوایی بلایا شناسایی کرده است. رویترز به نقل از سرویس خبری بازا، گزارش داد که مقامات روسی به یک شهروند اوکراینی ۳۷ ساله مشکوک هستند که به چلیابینسک نقل مکان کرده بود و در اکتبر سال ۲۰۲۴ یک کسب‌وکار حمل و نقل در آنجا راه‌اندازی و در دسامبر چندین کامیون خریداری کرده که از آن‌ها پهپادها پرتاب شده‌اند.

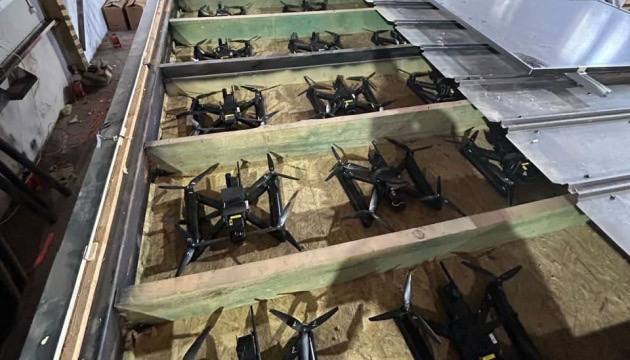
پهپادهای FPV قبل از حمل با کامیون‌ها در کانتینرهایی قرار داده شده بودند تا از آن‌ها برای حمله به فرودگاه‌های نظامی روسیه استفاده شود.

به گفتهٔ منابع آمریکایی و اوکراینی، ایالات متحده آمریکا از قبل در مورد حملات مطلع نشده بود که با توجه به مشارکت نزدیک آمریکا در عملیات اوکراین در جنگ، تا حدودی غیرمعمول بود.

## حملات
۱۱۷ پهپاد اوکراینی پنج پایگاه هوایی روسیه به نام‌های بلایا، دیاگیلو، ایوانوو سورنی، اولنیا و اوکراینکا را هدف حمله قرار دادند. سرویس امنیتی اوکراین ادعا می‌کند که بیش از ۴۰ هواپیمای نظامی روسیه، از جمله بمب‌افکن‌های استراتژیک توپولف تو-۱۶۰، توپولف ۹۵ و توپولف تو-۲۲ام و هواپیمای هشدار اولیه و کنترل هوابرد برییف آ-۵۰ را هدف قرار داده است. فرماندار استان ایرکوتسک حملهٔ پهپادی در نزدیکی سردنی، محل پایگاه هوایی بلایا را تأیید کرد و تصاویری که ستونی از دود را نشان می‌دهد، به اشتراک گذاشت. رسانه‌های روسی حمله به اولنیا را گزارش دادند، امّا گفتند که پدافند هوایی در حال دفع حملات است. پس از این حملات، مقامات روسی به دلیل احتمال تهدید هوایی در پایگاه‌های هوایی انگلس و موروزوفسک، وضعیت اضطراری در این پایگاه‌ها اعلام کردند. حمله به پایگاه هوایی اوکراینکا با انفجار کامیون خنثی شد.
تصاویری که از زاویه دید تعدادی از ۱۱۷ پهپاد حاضر در عملیات ضبط شده‌اند، نشان می‌دهند چگونه بمب‌افکن‌های راهبردی روسیه، هواپیماهای ترابری و هواپیماهای سامانه کنترل و هشدار زودهنگام هوابرد (آواکس) هدف قرار می‌گیرند. چندین هواپیمای هدف قرار گرفته شده، در میان شعله‌های آتش دیده می‌شوند. تصاویری از زیر بال‌های برخی بمب‌افکن‌ها دیده می‌شود که نشان می‌دهد آن‌ها از پیش به موشک‌های کروز مسلح بوده‌اند که روسیه در حملات هوایی خود علیه اوکراین، آن‌ها را به کار برده است. این پهپادها که بسیاری از آن‌ها را خلبانان جداگانه و از فاصله‌ای دور در اوکراین هدایت می‌کردند، با دقت بالا به نقاط حساس و آسیب‌پذیری مانند مخازن سوخت واقع در بال‌های هواپیماها هدف‌گیری شده‌اند. شعله‌های بزرگ آتشی که بعد از اصابت دیده می‌شوند، نشان می‌دهند که مخازن سوخت هواپیماها پُر بوده و آماده پرواز بودند. از میان تمام هواپیماهایی که در عملیات «تار عنکبوت» هدف قرار گرفتند، هواپیمای برییف آ-۵۰، با راداری که می‌تواند اهداف و تهدیدها را در فاصله‌ای بیش از ۶۰۰ کیلومتر تشخیص دهد، مهم‌ترین آن‌ها به‌شمار می‌رود. هرچند تصاویر ماهواره‌ای، لاشهٔ چندین بمب‌افکن را به وضوح نشان می‌دهند، امّا دربارهٔ وضعیت آ-۵۰ها نتیجه‌گیری قطعی ممکن نیست.
زلنسکی رئیس‌جمهور اوکراین در این باره گفت که «دفتر» این عملیات در نزدیکی دفتر سرویس امنیت فدرال روسیه (FSB) قرار دارد و علاوه بر این، ۳۴ درصد از حامل‌های استراتژیک موشک‌های کروز روسیه مورد اصابت قرار گرفته‌اند. همچنین وی روز چهارشنبه ۴ ژوئن، پس از اهدای مدال به افسران سازمان امنیت اوکراین که در این عملیات مشارکت داشتند، در جمع خبرنگاران ادعا کرد که ۴۱ فروند هواپیما آسیب دیده یا نابود شده‌اند. او گفت: «نیمی از آن‌ها قابل تعمیر نیستند و برای تعمیر برخی دیگر، اگر اصلاً قابل تعمیر باشند، سال‌ها زمان لازم است.» او همچنین افزود که اگر آتش‌بس برقرار بود، عملیات «تار عنکبوت» هرگز انجام نمی‌شد.

## پیامدها
مقامات اوکراینی ادعا کردند که این حملات به یک سوم حامل‌های استراتژیک موشک‌های کروز روسیه که ارزش آن‌ها ۷ میلیارد دلار آمریکا تخمین زده می‌شود، آسیب رسانده است.
وزارت دفاع روسیه از این عملیات به عنوان یک «حملهٔ تروریستی» یاد کرد. این وزارت‌خانه به حملاتی به پایگاه‌های هوایی در پنج منطقه روسیه اشاره کرد ولی مدعی شد که در سه منطقه، این حملات دفع شده است. دو محلی که حمله و خسارت در آن‌ها به هواپیماها تأیید شده است، پایگاه‌های هوایی اولنیا و بلایا هستند. خبرگزاری تاس گزارش داد که راننده کامیونی که گفته می‌شود در این حمله دست داشته، قرار است توسط پلیس مورد بازجویی قرار گیرد.
تحلیلگران نظامی این عملیات را یکی از خارق‌العاده‌ترین و موفق‌ترین اقدام‌های جنگی اوکراین توصیف کرده‌اند. فیلیپس اوبراین، استاد مطالعات راهبردی در دانشگاه سنت اندروز می‌گوید: «این ضربه‌ای بزرگ به نیروی هوایی راهبردی روسیه است که در موردش اغراق نشده است. واکنش روسیه هنوز مشخص نیست، امّا می‌توان حدس زد که شدید و خشن خواهد بود.» از سویی دیگر، مقاله‌ای که توسط وب‌سایت پراودا روسیه منتشر شده، به این نکته اشاره کرده است که حملات به هواپیماهای دارای قابلیت حمل سلاح‌های هسته‌ای می‌تواند کارایی نیروهای هسته‌ای روسیه را تضعیف کرده و بر اساس اصول اساسی سیاست دولتی فدراسیون روسیه در زمینهٔ بازدارندگی هسته‌ای، چنین اقداماتی ممکن است استفاده از سلاح‌های هسته‌ای را توجیه کند.

## نگارخانه

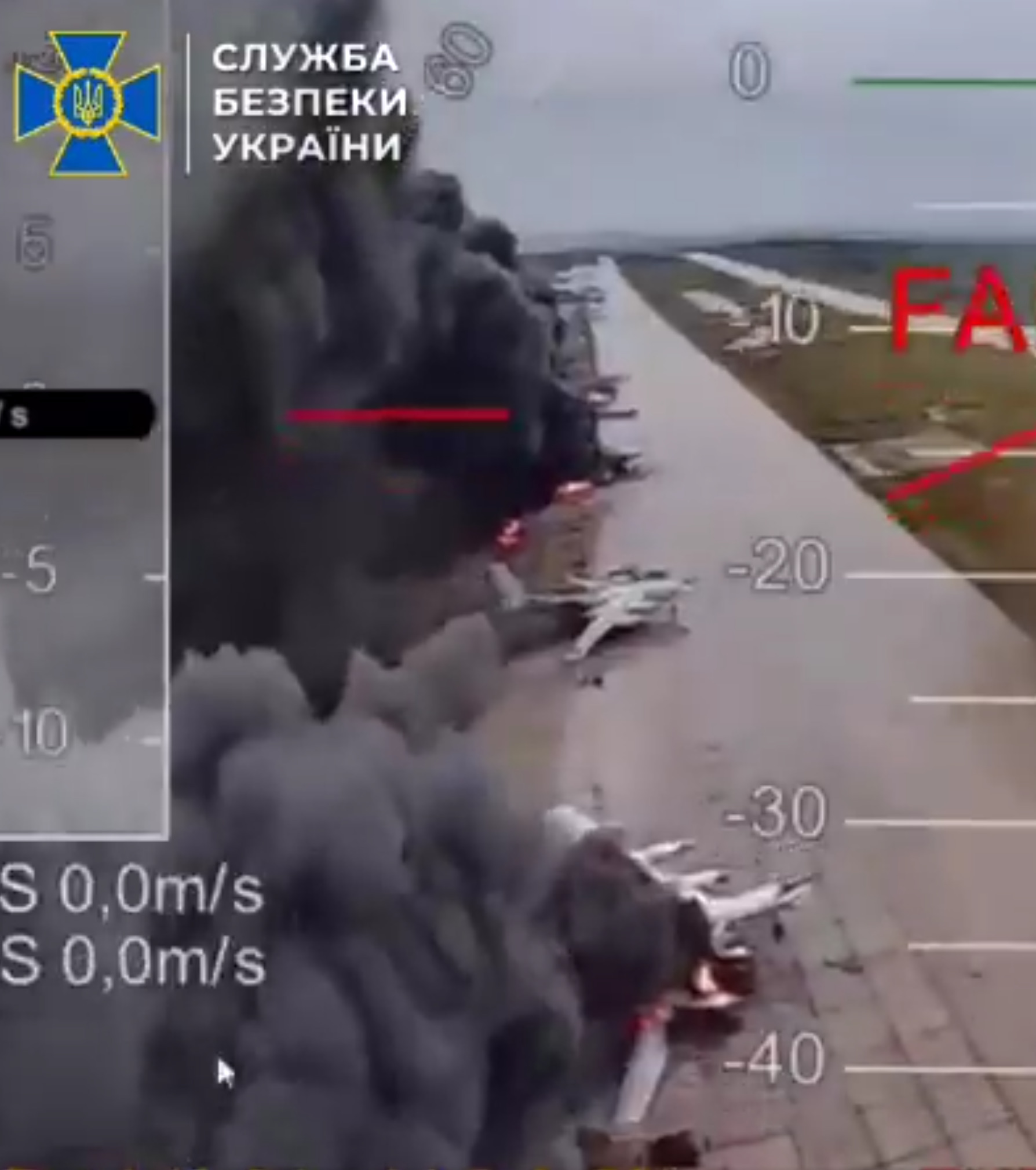
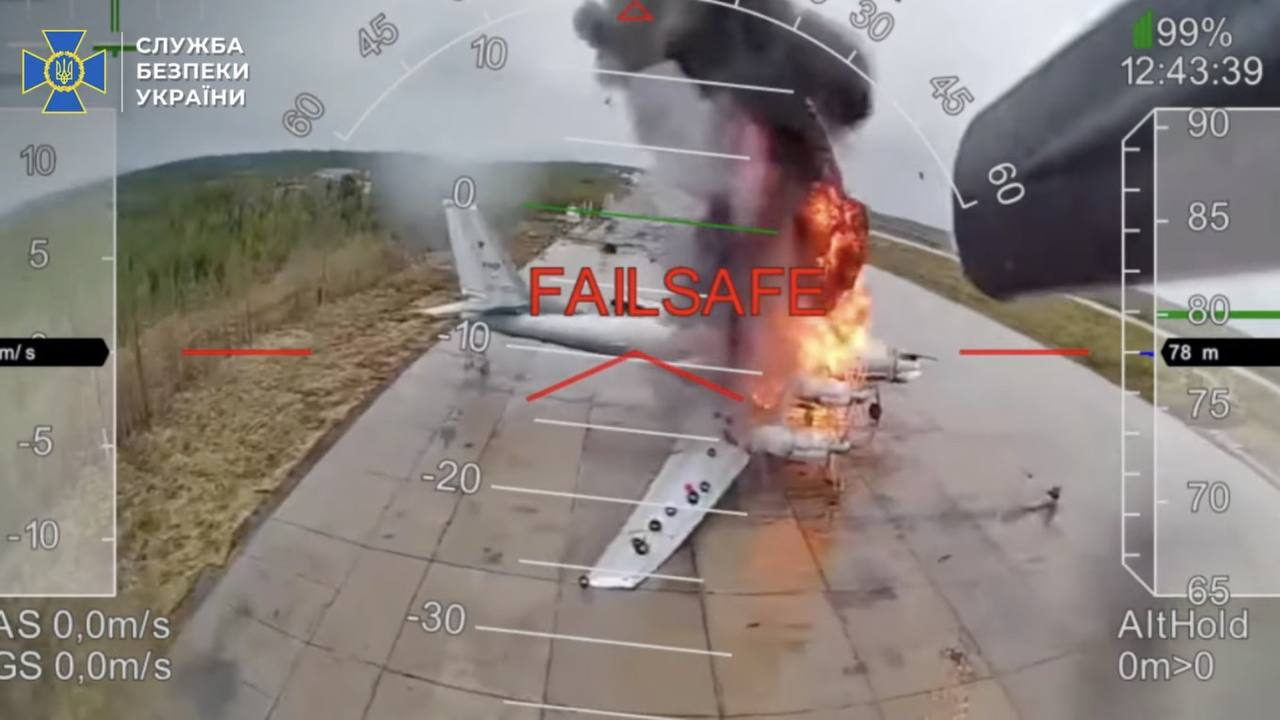
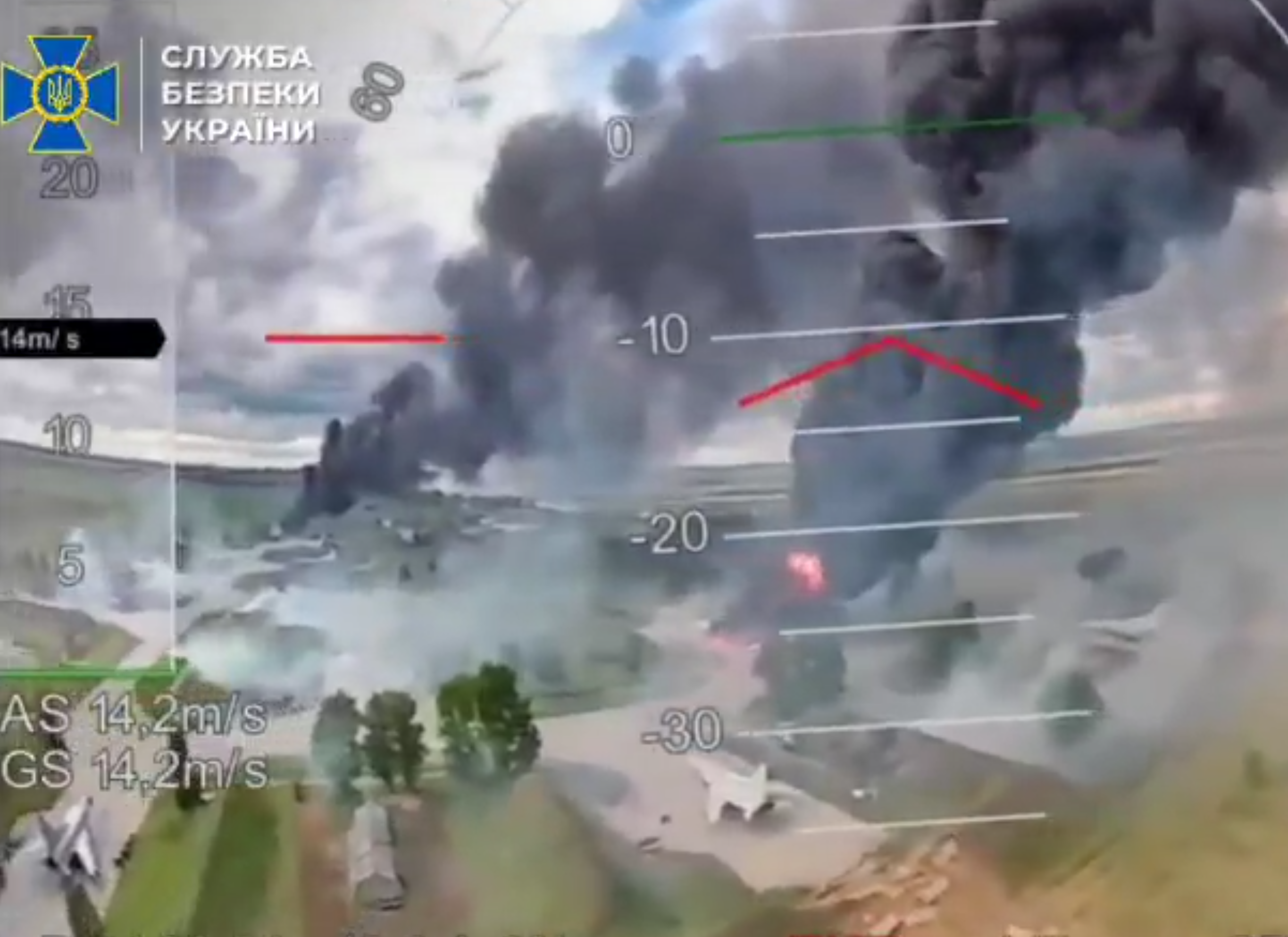
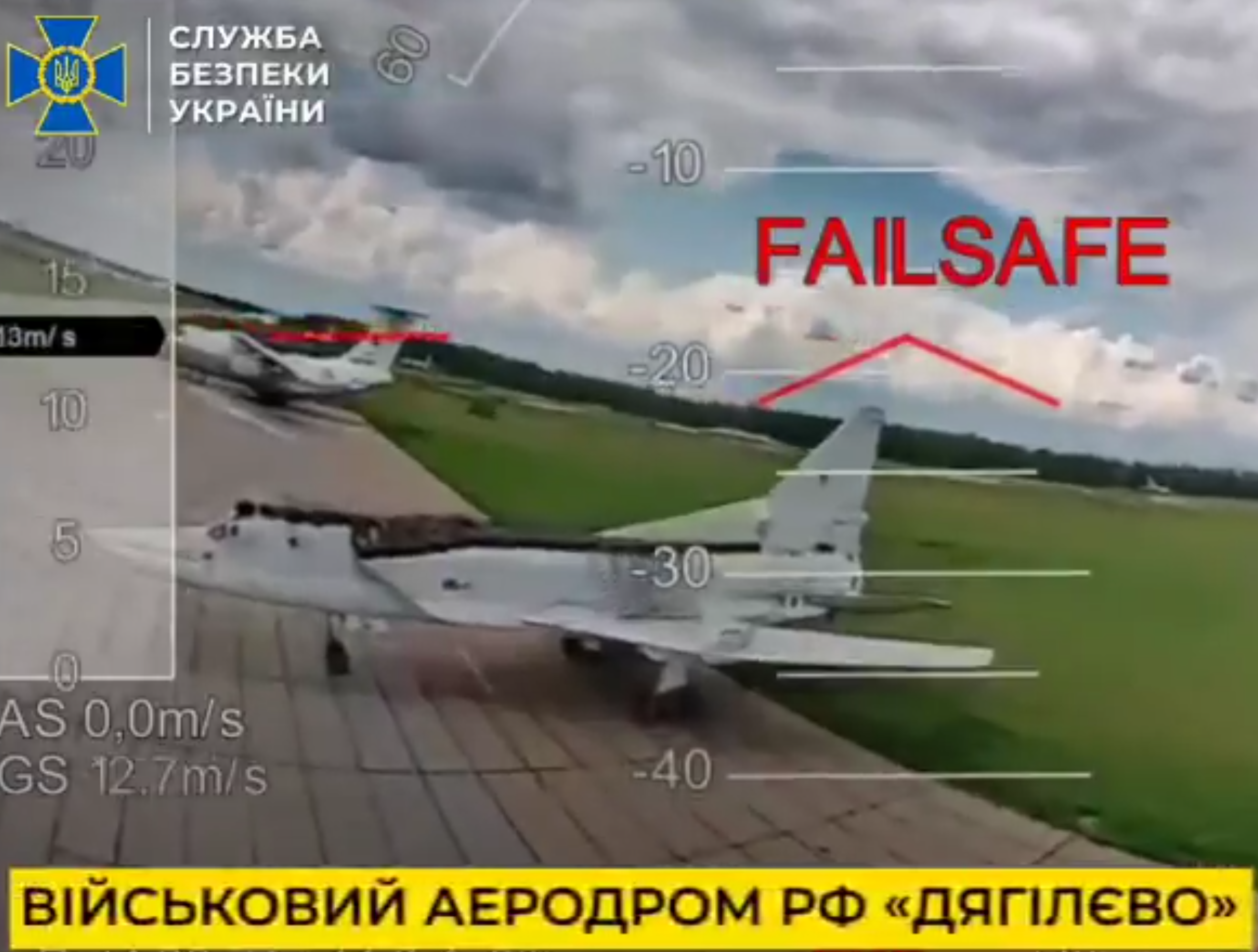
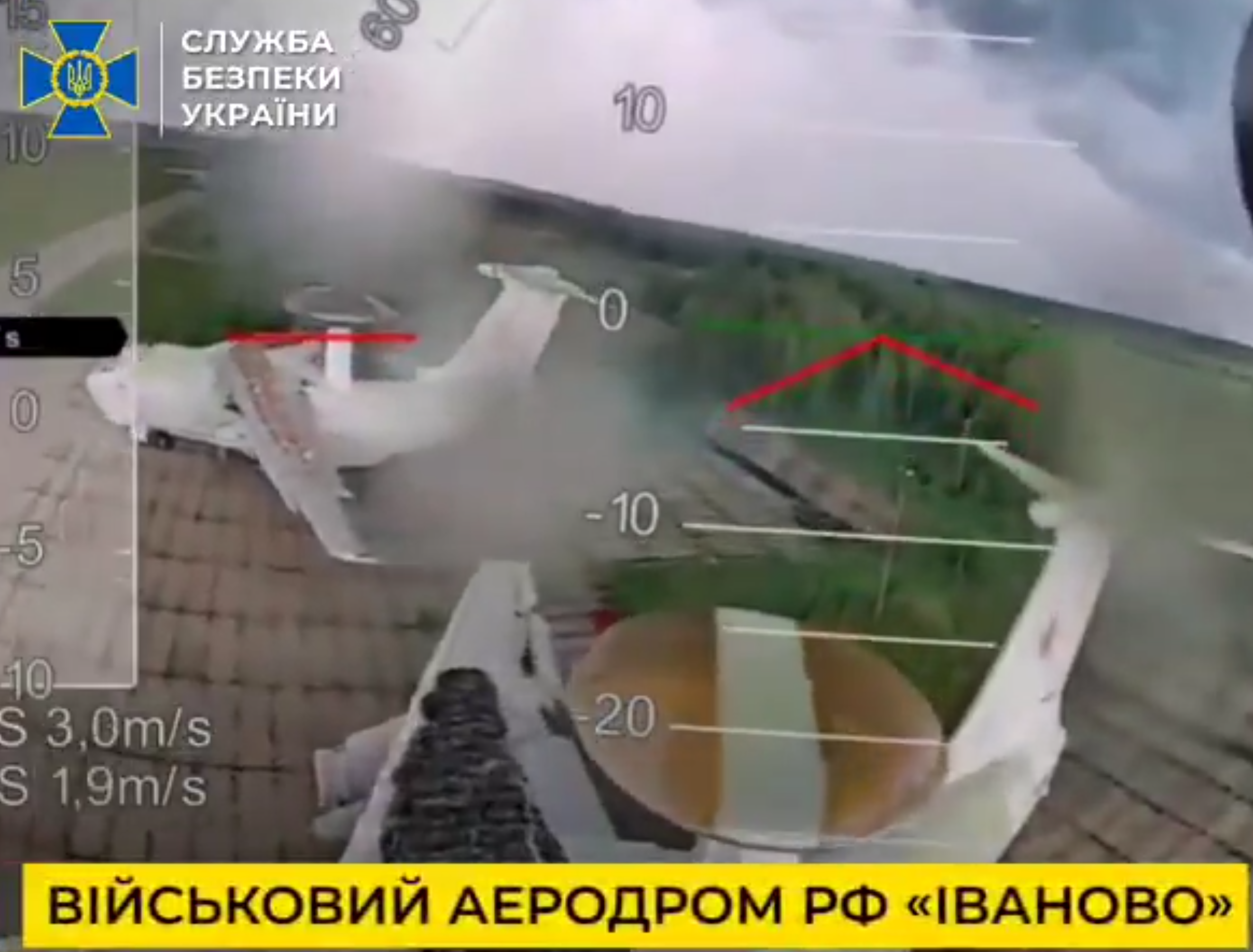